# Lộc Bình, Lạng Sơn
Lộc Bình là xã của tỉnh Lạng Sơn, Việt Nam.

## Địa lý
Thị trấn Lộc Bình nằm ở phía bắc huyện Lộc Bình, có vị trí địa lý:
- Phía đông giáp xã Hữu Khánh và xã Tú Đoạn
- Phía tây giáp xã Thống Nhất
- Phía nam giáp xã Đông Quan
- Phía bắc giáp xã Đồng Bục.

Thị trấn Lộc Bình có diện tích 17,77 km², dân số năm 2018 là 9.427 người, mật độ dân số 531 người/km².
Trên địa bàn thị trấn có sông Kỳ Cùng chảy qua.

## Lịch sử
Địa bàn thị trấn Lộc Bình trước đây vốn là thị trấn Lộc Bình và xã Lục Thôn.
Đến năm 2018, thị trấn Lộc Bình có diện tích 4,25 km², dân số là 8.002 người, mật độ dân số đạt 1.883 người/km². Xã Lục Thôn có diện tích 13,52 km², dân số là 1.425 người, mật độ dân số đạt 105 người/km².
Ngày 21 tháng 11 năm 2019, Ủy ban Thường vụ Quốc hội ban hành Nghị quyết số 818/NQ-UBTVQH14 về việc sắp xếp các đơn vị hành chính cấp xã thuộc tỉnh Lạng Sơn (nghị quyết có hiệu lực từ ngày 1 tháng 1 năm 2020). Theo đó, sáp nhập toàn bộ diện tích và dân số của xã Lục Thôn vào thị trấn Lộc Bình.